# Henning Hildmann
Henning Hildmann (* 5. Januar 1939 in Frankfurt am Main; † 2. Juli 2009 in Bochum) war ein deutscher HNO-Arzt. Als Gründungsdirektor leitete er von 1979 bis 2004 die HNO-Abteilung im Universitätsklinikum der Ruhr-Universität Bochum.

## Leben
Henning Hildmann wurde am 5. Januar 1939 in Frankfurt am Main geboren. Nach dem Studium der Humanmedizin in Frankfurt am Main, Innsbruck und Düsseldorf, wo er 1965 promoviert wurde, und der HNO-fachärztlichen Ausbildung in Tübingen wurde er Oberarzt in Kiel und Aachen. Hier wurde er 1975 bei Georg Schlöndorff habilitiert. Zum 15. Januar 1979 an die Ruhr-Universität Bochum berufen, übernahm er die neu gegründete HNO-Abteilung, die innerhalb des Bochumer Modells im St. Elisabeth-Hospital ansässig ist und die er bis zu seiner Emeritierung im Dezember 2004 leitete. Er erlag mit 70 Jahren den Folgen eines Autounfalls auf dem Heimweg von einem medizinischen Kongress.

### Leistungen
Die HNO-Klinik des Universitätsklinikum der Ruhr-Universität Bochum wurde unter Hildmann mit 5.000 Eingriffen pro Jahr zu der Universitätsklinik mit den meisten HNO-Operationen in Nordrhein-Westfalen. Etwa 800 dieser Operationen entfallen auf gehörverbessernde Eingriffe. Auf diesem Gebiet engagierte sich Hildmann besonders: So gründete er 1999 das Cochlea-Implantat-Zentrum Ruhrgebiet, in dem interdisziplinär Ärzte, Logopäden, Ingenieure, Heilpädagogen und Psychologen zusammenarbeiten. Die Vernetzung der HNO-Klinik mit anderen Instituten umfasst das Sozialpädiatrische Zentrum, das Schädelbasiszentrum Bochum im Knappschaftskrankenhaus Langendreer und das Schlaflabor im Bergmannsheil. Bei mehr als 200 medizinischen Publikationen war er Autor oder Koautor.
Seine Mitarbeiter schätzten neben seinen großen Führungsqualitäten vor allem seine soziale Kompetenz sowohl Patienten als auch dem Personal gegenüber.

### Entwicklungshilfe
Neben der wissenschaftlichen Forschung und der ärztlichen Therapie engagierte sich Hildmann auf dem Gebiet der internationalen Zusammenarbeit: Dies begann bereits während des Studiums mit seiner Tätigkeit als Leiter des Referats für ausländische Studierende und setzte sich in der kontinuierlichen Unterstützung junger Kollegen aus Entwicklungsländern als Klinikdirektor fort. Er unterrichtete Kollegen aus Osteuropa, Asien und Südamerika in Operationskursen. Dadurch konnten die dortigen Standards der Patientenversorgung verbessert werden. Hildmann erhielt hierfür u. a. 2002 die Ehrendoktorwürde der mongolischen Universität Ulaanbaatar. Er war ebenfalls Gründungsmitglied und später Ehrenmitglied der Spanisch-Deutschen Gesellschaft für HNO-Heilkunde. Darüber hinaus war Hildmann Ehrenmitglied in den HNO-Gesellschaften Boliviens, der Slowakei, Polens und der Mongolei und in den Otologie-Gesellschaften der Ukraine, Indiens und Griechenlands.
Zum Zeitpunkt seines Todes hatte er gerade begonnen, ein Projekt zur Unterstützung der HNO-Ärzte in Ruanda zu initiieren, nachdem er zuvor vor Ort bei Operationen von der desolaten Situation in der dortigen HNO-Heilkunde überrascht worden war.

## Werke
- Die Verwendbarkeit von Knorpel- und Knochentransplantaten in der Mittelohrchirurgie: eine vergleichende histologische und autoradiographische experimentelle Studie. Habilitationsschrift, Aachen 1980.
- Rhino-Sinusitis. mit Konrad Morgenroth, Pharmazeutische Verlags-Gesellschaft, München 1984, ISBN 3-88581-033-6.
- Mikrobiologische Aspekte bei Erkrankungen im HNO-Bereich: moderne Diagnostik und Therapie (Hrsg.), Fischer, Stuttgart 1990, ISBN 3-437-11300-3.
- Atlas der Ohrchirurgie. mit Dietrich Plester und Eberhard Steinbach, Kohlhammer, Stuttgart 1989, ISBN 978-3-170-08488-9.
- Mikrobiologische Erkrankungen im Kopf- und Halsbereich. mit Hartmut P. H. Neumann und Wolfgang Opferkuch, SM Verlagsgesellschaft, Gräfelfing 1990, ISBN 978-3-927-29009-9.
- Der Paukenerguß. mit Agnes Hildmann, in: HNO, Bd. 41, 1993, Heft 9, S. 455–464.
- Mikrobiologische Erkrankungen im HNO-Bereich. mit Horst Luckhaupt und Wolfgang Opferkuch, socio-medico, Planegg 1996, ISBN 978-3-927-29047-1.
- Hals-Nasen-Ohren-Chirurgie im Kindes- und Jugendalter. mit Ulrich Koch, Springer, Berlin 1999, ISBN 978-3-540-65806-1.
- Etiopathogenesis of cholesteatoma. mit  Ewa Olszewska, Mathias Wagner, Manuel Bernal-Sprekelsen, Jörg Ebmeyer, Stefan Dazert und Holger Sudhoff, in: Archiv für Klinische und Experimentelle Ohren-, Nasen- und Kehlkopfheilkunde, Bd. 261, 2004, S. 6–24.
- Middle Ear Surgery. mit Holger Sudhoff, Springer, Berlin 2006, ISBN 978-3-540-22201-9.
- Manual for Temporal Bone Exercises. mit Holger Sudhoff, Stefan Dazert und Rudolf Hagen, Springer, Berlin 2011, ISBN 978-3-642-19497-9.